# Провинција Померанија
Провинција Померанија била је једна од провинција Пруске, која је постојала све до краја Другог светског рата. Провинција је обухватала територију западно од реке Одре, звану Западна или Предња Померанија (нем. Vorpommern) као и источно од Одре, омеђене Бранденбургом и Западном Пруском (тј. након Версајског споразума Пограничном марком Позен-Западна Пруска и Пољским коридором), просторе назване Источна или Задња Померанија (нем. Hinterpommern).
Данас, највећи део Предње Помераније (западно од Шчећина) улази у састав немачке покрајине Мекленбург-Западна Померанија, док је остали део бивше провинције у саставу пољског војводства Западно Поморје.

## Територија и становништво
1905. године, Провинција Померанија се простирала на 30.120 km² површине и насељавала је 1.684.326 становника, међу њима 1.616.550 протестаната, 50.206 католика и 9.960 јевреја.
Након што је, у оквиру Версајског мировног споразума, територија величине 6,64 km², која је претходно била у саставу источних округа Битов, Лауенбург и Штолп и која је 1910. г. имала укупно 224 становника, уступљена пољском Померанском војводству, површина Провинције Помераније је 1925. год. износила 30.208 km² (без Штетинске лагуне и бодена) и њу је насељавало 1.878.780 житеља.
У провинцији је 1905. год. живело 14.162 особе (0,84%) говорника пољског, као матерњег језика, док је при Лебском и Гардном језеру живело 310 особа говорника кашупског језика као матерњег. Десет година раније, број говорника пољског био је 9913 (0.66%) тј. 704 говорника кашупског, од којих је највећи број живео у окрузима Келзин, и то 5631 (1.01%), Штетин 3207 (0.43%) и Штралзунд 1075 (0.52%).

## Историја
Вестфалским миром 1684. г. Задња Померанија је припала Бранденбургу, док је Предња Померанија припала Шведској- тзв. Шведска Померанија. Иако је 1687. Фридрих Вилхелму Бранденбуршком успело покоравање целе Шведске Помераније, притисак Француске при потписивању Санжерменског мира је утицао на одустајање од већине покорених територија. Након завршетка Великог северног рата (1700—1721) је део Предње Помераније јужно од реке Пене, познат као Стара Предња Померанија , ушао у састав Пруске. Напослетку, је 1815. г. приликом нових територијалних промена у Европи и преостали шведски део Предње Помераније, укључујући и острво Риген, постао део Пруске (тзв. Нова Предња Померанија). Истовремено су Померанији прикључени окрузи Драмбург и Шифелбајн, као и северни делови округа Арнсвалде са градом Неренбергом у области Нојмар, која је иначе остала део провинције Бранденбург.
1945. је Задња Померанија, укључујући и област око Штетина, привремено стављена под пољску управу. De facto је у ствари административно ушла у састав пољске државе. Од 1992. и међународно-правно припада Пољској. Преостали део Предње Помераније је 1945. постао део Совјетске окупационе зоне. Стварањем покрајине Мекленбург-Западна Померанија почетком јула 1945. завршена је историја Пруске Провинције Помераније. Источна Немачка је дипломатски признала границу ка Пољској 1950. године, Западна Немачка прво, индиректно, 1972, а онда формално потписиваањем немачко-пољског граничног споразума 1990.

## Административна подела Провинције Помераније од 1816. до 1945.
Провинција Померанија се 1816. год. састојала из три управна подручја: Кезлин, Штетин и Штралзунд. У периоду до 1945. се управна структура, у претежно пољопривредно структурисаној провинцији, поновно мењала.
У 19. веку је дошло до поделе два велика округа: округ Лауенбург-Битов је 1846. подељен на округ Лауенбург у Пом. и округ Битов, док је округ Фирстентум 1872. подељен на округе Кезлин, Колберг-Керлин и Бублиц.
Обрнуто су, за време Вајмарске републике, два мала округа прикључена већим окрузима: тек 1872. год. настали округ Бублиц је 1932. прикључен округу Кезлин, при чему је дошло до делимичне промене окружних граница (види: Фузија округа Кезлин и Бублиц); 1932. је округ Шифелбајн прикључен округу Белгард; такође је 1932. расформирано управно подручје Штралзунд и прикључено штетинском упр. подручју.
За владавине нациста, дошло је до опсежне реорганизације. 1. октобра 1938. су границе Пруске порвинције Помераније ново повучене: провинција Погранична марка Позен-Западна Пруска је расформирана и са својим окрузима у виду новог Управног подручја Погранична марка Позен-Западна Пруска, са седиштем у Шнајдемилу, интегрисана у провинцију Померанију. Додатно су овом новом управном подручју прикључени и окрузи Арнсвалде и Фридеберг (Нојмарк), који су дотада били у саставу Провинције Бранденбург као и померанијски окрузи Драмбург и Нојштетин.
Последњу промену окружне структуре, провинција је доживела 1939. са Велико-штетинским законом, при чему је округ Рандов у потпуности расформиран, а његова територија прикључена окрузима који су га окруживали, где је пре свега градски округ Штетин значајно проширен.

### Новоосновани градски окрузи
Осим градског округа Штетин, који је већ постојао 1816, у току времена су настали следећи градски окрузи:
| Име градског округа   | Година оснивања | Округ претходник     |
| --------------------- | --------------- | -------------------- |
| Штралзунд             | 1874            | округ Францбург-Барт |
| Штолп                 | 1898            | округ Штолп          |
| Штаргард (Померанија) | 1901            | округ Штаргард       |
| Грајфсвалд            | 1913            | округ Грајфсвалд     |
| Колберг               | 1920            | округ Колберг-Керлин |
| Кезлин                | 1923            | округ Кезлин         |

### Административна подела Провинције Помераније 1945.
Године 1945. Провинција Померанија је на следећи начин била подељена:

#### Управно подручје Погранична марка Позен-Западна Пруска
Управно подручје Погранична марка Позен-Западна Пруска се састојало из једног градског округа и осам (сеоских) округа.

##### Градски окрузи
- Шнајдемил

##### Окрузи
- Арнсвалде
- Дојч Кроне
- Драмбург
- Флатов
- Фридеберг Нм.
- Нецекрајс (седиште: Шинланке, Крајсштат)
- Нојштетин
- Шлохау

#### Управно подручје Кезлин
Управно подручје Кезлин се састојало из три градска округа и десет (сеоских) округа.

##### Градски окрузи
- Кезлин
- Колберг
- Штолп

##### Окрузи
- Белгард (Перзанте)
- Битов
- Грајфенберг у Пом.
- Кезлин
- Колберг-Керлин (седиште: Колберг)
- Лауенбург у Пом.
- Регенвалде (седиште: Лабес)
- Румелсбург у Пом.
- Шлаве у Пом.
- Штолп

#### Управно подручје Штетин
Управно подручје Штетин се састојало из четири градска округа и тринаест (сеоских) округа.

##### Градски окрузи
- Грајфсвалд
- Старгард у Померанији
- Штетин
- Штралзунд

##### Окрузи
- Анклам
- Камин у Померанији
- Демин
- Францбург-Барт (седиште: Барт)
- Грајфенхаген
- Графсвалд
- Гримен
- Наугард
- Пириц
- Риген (седиште: Берген на Ригену)
- Зациг (седиште: Старгард у Пом.)
- Икерминде
- Узедом-Волин (седиште: Свиненминде)

## Политика

### Председник провинције (нем.Oberpräsident)
Реформом пруске администрације из 1815. год. створена је установа председника провинције (нем. Oberpräsident). Померанија је до 1945. имала 15 председника провинције.
- 1815–1816: Карл Хајнрих Лудвиг фон Ингерслебен
- 1816–1831: Јохан Аугуст Зак
- 1831–1835: Мориц Хауболд фон Шинберг
- 1835–1852: Вилхелм Фридрих Фирхтегот фон Бонин
- 1852–1866: Ернст Зенфт фон Пилзах
- 1867–1882: Фердинанд фон Минххаузен
- 1883–1891: Улрих фон Бер-Негенданк
- 1891–1899: Роберт Виктор фон Путкамер
- 1900–1911: Хелмут Фрајхер фон Малтцан
- 1911–1917: Вилхелм фон Валдов
- 1917–1918: Херман Фрајхер фон Цилер
- 1918–1919: Георг Михаелис
- 1919–1930: Јулиус Липман (DDP)
- 1930–1933: Карл фон Халферн, (DVP)
- 1935–1945: Франц Шведе-Кобург, (NSDAP)